# Noel Nicola
Noel Nicola Reyes (Havana, 7 oktober 1946 – 7 augustus 2005) was een Cubaans singer-songwriter en dichter. Hij werd geboren in een muzikale familie. Zijn vader (Issac Nicola) was een bekende gitarist en zijn moeder bespeelde de viool. Nicola was autodidact op de gitaar. Op zijn 13e jaar componeerde hij zijn eerste eigen liederen.
In 1969 trad hij toe tot de Grupo de Experimentación Sonora (Klankexperimenten Groep) van het Instituto Cubano del Arte e Industria Cinematográficos (Cubaans Instituut voor de Kunsten en de Cinema: ICAIC). Hij volgde lessen bij Leo Brouwer, Juan Elósegui en Federico Smith.
Hij behoorde tot de pioniers van de Nueva Trova-beweging. Samen met Silvio Rodríguez en Pablo Milanés werd hij in 1968 door Haydée Santamaría uitgenodigd om een recital van protestliederen te geven in het Casa de las Américas. Met deze twee zangers richtte hij vervolgens de Nueva Trova op. Het succes van deze beweging is voor een belangrijk deel te danken aan de inspirerende inbreng van Nicola. Van 1972 tot 1977 was hij voorzitter van deze beweging.
Nicola componeerde hoofdzakelijk liederen, maar ook soundtracks voor films en voor televisieprogramma's.
Op 7 augustus 2005 overleed hij aan kanker.

## Discografie
- Comienzo el día (1977)
- Así como soy (1981)
- Lejanias 1985)
- Canta a Cesar Vallejo (1986)
- Tricolor (1987)
- Ánimo trovador (1989)
- Soy y no soy el mismo (1998)
- Dame mi voz (2000)
- Entre otros (met Santiago Feliú) (2002)